# Russian Roulette (album d'Accept)
Pour les articles homonymes, voir Russian Roulette.
Albums de Accept
Metal Heart
(1985) Eat the Heat
(1989)
Russian Roulette est le septième album du groupe allemand de heavy metal Accept. L'album a été enregistré par le groupe qui a préféré l'autoproduire lui-même plutôt que de faire appel à Dieter Dierks en tant que producteur. Ce sera le dernier album où apparaîtra Udo Dirkschneider en tant que chanteur avant la réunion de 1992 pour l'album Objection Overruled.

## Musique
Après avoir tenté une approche plus commerciale avec l'album Metal Heart, le groupe, peu satisfait, ressentait le besoin de revenir à un son plus agressif proche de Balls to the Wall. Hoffmann explique : 

« Pour bien sentir l'évolution, il faut se reporter à Balls to the Wall. Cet album abordait les mêmes sujets que Russian Roulette, d'une façon très agressive. Nous avons voulu faire ensuite un disque moins direct, avec Metal Heart. Pour être tout à fait honnête, je crois que nous pensions que les Américains recevraient mieux un album plus doux que Balls. Nous avons donc essayé, mais le résultat ne nous a pas comblés. Alors, nous sommes revenus à ce que nous ressentons réellement. [...] Cela ne veut pas dire que l'album est meilleur que Metal Heart. Cela signifie seulement qu'il nous ressemble plus. »

Les conditions d'enregistrement se sont avérées assez différentes des précédentes fois. Le groupe a préféré ne pas renouveler l'expérience avec Dieter Dierks qui avait officié pour l'album Metal Heart, estimant que celui-ci avait été surproduit (overproduced) Ils ont préféré solliciter à nouveau les services du producteur Michael Wagener, ancien guitariste et fondateur d'Accept, estimant qu'il connaissait mieux l'esprit du groupe et qu'il était mieux à même de concrétiser leur vision du projet. Stefan Kaufmann se souvient de l'enregistrement comme long et difficile, le groupe étant extrêmement exigeant quant à la qualité. À titre d'exemple, Kauffmann se rappelle que la chanson "Another Second to Be" a été composée et enregistrée à la toute dernière minute, un jour avant la phase de mixage. Cette chanson, à l'origine, n'était pas prévue. Une autre chanson qui n'a finalement pas été retenue devait figurer à la place. Mais le groupe n'en était pas satisfait et a donc décidé d'enregistrer en tout urgence "Another Second to Be". Chaque membre s'est alors réparti dans plusieurs studios pour enregistrer différentes parties afin d'être en mesure de finaliser la chanson pour le mixage du lendemain. Wolf Hoffmann remarquait que l'album avait dû être mixé deux fois :  

« Le premier mixage ne nous plaisait pas ! Nous avons enregistré cet album très rapidement, en un mois, et nous l'avons mixé en deux semaines. Nous étions pressés, à cause de la tournée mondiale qui devait suivre. Mais le résultat final ne nous a pas vraiment plu. Nous l'avions fait écouter autour de nous et les réactions ont été convergentes : l'album n'était pas totalement satisfaisant. Notre travail n'avait probablement pas été assez soigné. Alors nous avons recommencé. [La décision fut difficile à prendre] d'abord, parce que cela coûte beaucoup d'argent, d'autre part il est très pénible de recommencer à zéro quelque chose qui, dans votre esprit, est déjà terminé. Nous étions contents d'avoir fini et l'idée d'avoir à tout reprendre a été difficile à supporter. »

## Textes des chansons

### Perspectives générales
Les textes de cet album sont caractéristiques de la facette sociale du groupe et de leur parolière Deaffy (alias Gaby Hauke). Dans un dossier consacré à Accept à l'occasion de la sortie de Russian Roulette, Enfer magazine soulignait à cet égard l'importance des textes du groupe : « En France, la plupart des fans d'Accept, ne parlent pas l'anglais, de fait ils passent à côté d'un aspect essentiel du groupe : ses textes. En effet, contrairement à la majorité de ses confrères, Accept a des choses à dire… et il les dit. » L'album est largement centré sur des thématiques anti-guerre et antimilitariste,, tout particulièrement les chansons Wargames (Russian Roulette), Man Enough to Cry, Walking in the Shadow, Stand Tight et par extension TV wars. Cette thématique se poursuivra aussi dans l'album Animal House de U.D.O. (Album écrit et composé par Accept et Deaffy) sur un titre comme They Want War notamment. 

« Dans cet alb̠um, nous avons voulu prendre le thème de la guerre pour la plupart de nos textes. Nous n'écrivons pas de paroles débiles, comme le font habituellement la plupart des groupes de heavy metal. Nous préférons en général parler de choses plutôt sérieuses., bien que nous ne voulions pas être considérés comme un groupe politisé, mais comme un groupe de rock'n'roll qui reste « fun ». Nous ne voulons pas trop nous prendre au sérieux, mais nous avons essayé d'aborder des problèmes graves et de faire de bonnes musiques dessus. Nous avons horreur des chansons qui parlent de démons, de sorcières, de sang, du diable et de toutes ces merdes. Je pense que la guerre est un sujet suffisamment important pour en fait un album. »

Le chroniqueur « Mad » Scott interrogeait le groupe à ce sujet :

« La majeure partie de vos chansons est d'inspiration politique et pacifiste. La guerre est-elle une préoccupation permanente en Allemagne ? »

La réponse de Hoffmann soulignera, à cet égard, l'importance qu'ils attachent à ces questions :

« C'est important d'en parler. J'imagine que celui qui vit dans un bled perdu de l'Ohio ne ressent pas ce problème de la même manière. Ici, en Allemagne, la politique internationale est toujours présente. Comment penser à autre chose quand on joue à Berlin, par exemple ? »

Hoffmann fait ici référence à la séparation des deux Allemagne et au mur de Berlin (l'interview date de 1986). Si le thème de la guerre reste au centre de l'album, d'autres questions sont également abordées comme l'euthanasie (Monsterman), la religion (Heaven is Hell), les problèmes relationnels (It's Hard to Find a Way) ou encore les questionnements existentiels d'une personne se sachant condamnée par la maladie (Another Second to Be).

### Sujets abordés
TV Wars traite de la violence à la télévision, de l’hypocrisie des médias dans les journaux télévisés et de l'indifférence des téléspectateurs vis-à-vis des horreurs qui envahissent leurs écrans. Baltes explique à ce sujet : 

« Ce titre parle des gens qui regardent la télévision à l'heure du dîner, contemplant les horreurs qui se déroulent sur l'écran en s'en foutant. Pour eux, c'est un spectacle et ils ne se rendent pas compte que cela les concerne aussi. Si le monde explose, ils seront toujours assis voyant tout ça sans comprendre. »

« Tu vois ça tous les jours. Si la télé annonçait qu'on vient de lancer une bombe juste au-dessus de nos têtes, ils se contenteraient probablement de changer de chaîne, »

Monsterman traite de la question de l'euthanasie. Elle se place du point de vue d'une personne ayant abrégé les souffrances d'un être cher. Hoffmann explique :

« Nous avons voulu raconter l'histoire d'un « meurtrier par pitié », quelqu'un qui, par amour, recourt à l'euthanasie. Il affirme: « je ne suis pas un monstre », parce que tout le monde l'accuse de meurtre. Le problème se pose en effet dans ces termes : pitié ou crime [« mercy or crime »]. »

Russian Roulette (Wargames), aborde la question de la guerre, et de l'insignifiance des individus engagés, pris comme des pions, au regard des pouvoirs. Hoffmann expliquait à ce propos le sens du titre : 

« C'est un peu le résumé de tout ce que nous voulons exprimer sur l'album. Si tu envoies tes enfants à la guerre, cela revient à les soumettre à la roulette russe. C'est un jeu, mais un jeu mortel. »

It's Hard to Find a Way porte sur les difficultés relationnelles au sein d'un couple et le sentiment de désillusion face à la détérioration des liens de confiance sur lesquels reposaient leur amour :

« Ce titre, explique Baltes, évoque ces gens en qui on croit, mais qui ne savent pas répondre à votre confiance, qui mentent sans arrêt, sur qui est impossible de compter réellement. À ce stade, on ne sait jamais ce qui est la vérité et ce qui est mensonge. C'est bien moins une chanson d'amour qu'une chansons sur les relations entre les êtres. »

Heaven is Hell traite de la religion. Le texte ironique, s'ouvre en jurant sur la bible et même sur le Coran, si nécessaire, qu'il est toujours bon pour les conflits que de croire en un Saint-Esprit. (We swear it on the Bible, if wanted on the Coran: it's always good for trouble to have a Holy Ghost). La chanson, explique Hoffmann, entend dénoncer les religions qui ont encouragé les massacres et les tueries, au cours de l'histoire : « Pense seulement à ce qui s'est passé il y a deux ou trois siècles en Europe, et en Iran aujourd'hui, avec ces gosses poussés à l'abattoir ». Comme le souligne le guitariste, la chanson ironise sur un des préceptes de la bible : « Tu ne tueras point ton prochain... sauf s'il ignore ce qui est juste »" (« You shouldn't kill your brother, except if he doesn't know what's right »). « S'il peut apprendre à aimer ton paradis... ah, c'est là une miséricorde qui lui épargnera la vie » (« If he can love your Heaven, ah, it's a mercy for him to die... »).
Au cours de l'histoire, souligne Baltes, « l’Église a toujours apporté son soutien aux guerres, mais celui qui croit en la bible ne devrait théoriquement pas devenir soldat, pourtant tout le monde le fait »,"
Another Second to Be traite du thème du sida, sans l'expliciter ouvertement. La chanson se concentre surtout sur la psychologie d'une personne qui se sait condamnée à court terme par la maladie. Hoffmann en explique le sens : 

« Tu as probablement entendu parler de cet Américain dont les journaux ont parlé et déclarait en première page : « je n'ai plus que deux mois à vivre ». Cette épouvantable situation nous a inspiré cette chanson. »

« Faire face à ce genre de réalité, ajoute Baltes, doit être très pénible. Voir s'écouler les dernières minutes de sa vie. En toute conscience... »

Le texte s'attarde sur les questionnements de cette personne quant au sens de sa vie et de l'utilité des choses qu'il a accompli dans sa vie dans l'espoir d'une meilleure vie - une vie qui pourtant s'achève : « Toutes les choses que j'ai faites, me reviennent à l'esprit des centaines de fois, toutes les larmes que j'ai versées et tous les mensonges que j'ai dits, tous dans l'espoir d'une vie meilleure. » (« All the things I just have done Passing my mind a hundred times, All the tears I have cried, all the lies I have lied, All in hope for a better life. »)
Walking in the Shadow traite des tourments d'un vétéran de la guerre du Viêt Nam. Hoffmann explique : 

« Il existe, aux États-unis, un énorme mur sur lequel sont gravés les noms des cinquante huit mille morts américains de la guerre du Viêt Nam. Nous avons voulu parler des sentiments d'un homme qui cherche, à l'ombre de ce mur, le souvenir de ses camarades morts au combat. Dans un sens, c'est de l'anti-Rambo. Ce genre de film nous rend malades. »

Man Enough to Cry traite aussi du thème de la guerre. La chanson se place du point de vue d'un soldat, plongé dans l'horreur de la bataille, pris dans des interrogations existentielles sur le sens de la guerre et de son devoir : « Courant avec mon arme, la force de tuer un homme, le regarder dans les yeux. Mon dieu, pourquoi ? Est-ce moi, est-ce toi, celui qui doit mourir ? » (« With my gun on the run, the force to kill a man. looking in his eyes. My god, why? Is it me, is it you the one who has to die? »). Le titre et refrain de la chanson prend à contrepied les archétypes machistes selon lesquels un vrai homme ne doit pas pleurer. Baltes explique : 

« C'est un paradoxe : être suffisamment un homme pour pouvoir pleurer (Man enough to cry). Les garçons sont élevés avec des maximes du genre : « les hommes doivent être forts, ils ne doivent pas pleurer... » Quelquefois, on n'a pourtant pas le choix. À la guerre, par exemple, si un de vos amis tombe, comment résister aux larmes ? »

Stand Tight est également une chanson à caractère anti-militariste, qui se veut une critique virulente du service militaire et de la vie en caserne. Elle y évoque sur un ton critique, le formatage, le sadisme des officiers, les brimades et humiliations infligées aux bidasses. Comme l'explique Hoffmann : 

« C'est probablement la chanson la plus facile à comprendre de l'album. Au début, on entend le fouet et des gens qui défilent avec l'éternel « un, deux ». [...] Au fond, je pense qu'il n'y a pas beaucoup de gens qui aiment se faire traiter comme des esclaves par un adjudant ou un officier ? »

## Controverses
L'album a soulevé certaines controverses aux États-Unis et dans les pays de l'Est, quant aux positionnements idéologiques que l'on a cru décrypter dans le titre et la couverture de l'album vis-à-vis du régime soviétique. Malgré le titre incluant le mot « Russian », les textes de cet album ne traitent pas de questions relatives à l'URSS. Ils ne se positionnent ni contre les États-Unis, ni contre l'URSS, mais sont principalement consacrés à la guerre. La pochette montre les membres du groupe habillés en anciens militaires russes se prêtant au jeu de la roulette russe - Kaufmann tendant le pistolet à Dirskchneider. Eu égard aux controverses et aux malentendus qu'avait connus le groupe par le passé, la presse metal de l'époque (Enfer magazine plus particulièrement) s'interrogeait sur les réactions qu'une telle pochette pourrait susciter au regard de son caractère potentiellement provocateur . Le guitariste assume le caractère provocateur considérant que la provocation peut être chose utile pour attirer l'attention des gens et les faire réfléchir à la gravité des sujets de sociétés abordés dans l'album. Ce que le guitariste ne mesurerait peut-être pas c'est que la pochette ne serait pas forcément interprétée à la lumière de la thématique anti-militariste de l'album. 
Ainsi, le groupe connut des problèmes au cours de la tournée aux États-Unis, explique Kaufmann, parce que leur disque était perçu comme faisant de la propagande pro-soviétique. La pochette de Russian Roulette a d'ailleurs fait l'objet de censure aux États-Unis, avec un sticker insinuant que l'album faisait la promotion implicite du régime communiste de l'URSS, invitant les auditeurs à être prudents et à ne pas prendre leurs textes à la lettre. 
La couverture a également généré certaines controverses dans les pays du bloc communiste, où l'album a été interprété comme de la propagande anti-russe : « toute notre tournée dans les pays de l'Est fut annulé à cause de la pochette », explique Baltes,. Retrospectivement, Wolf Hoffmann minimise cependant l'étendue de la controverse. Mis à part les fortes réserves exprimées vis-à-vis du titre et de la couverture, ils n'ont pas vraiment rencontré de problèmes sérieux avec les soviétiques. Il se souvient seulement avoir été invités à s'auto-censurer en Pologne, où il leur avait été  expressément demandé lors des interviews radio de ne pas prononcer le titre de l'album, car jugé offensant envers le régime soviétique, et de le remplacer par le titre de substitution Roulette of Life
Wolf Hoffmann observe à propos du caractère paradoxal de ces réactions : 

« Il est ironique de constater que selon l'endroit où l'on va, les gens pensent « Oh, vous faites la promotion du régime russe », ou, comme en Amérique, comme beaucoup de gens ont sans doute vu cette pochette, ils ont dû se demander « Quoi ? Vous êtes communistes ou quelque chose du genre, maintenant ? » À l'inverse, si un russe la voit, ils vont vous dire « Quoi ? Vous essayez de vous moquer de nous ? ». Les perceptions varient selon les gens et on ne peut pas plaire à tout le monde. À un moment, il faut se résoudre à se dire « Tant pis, ce qui importe c'est de faire ce qu'on aime, et si cela doit déplaire à quelqu'un, ignorons le. », »

## Tournée
Le groupe entreprend une gigantesque tournée mondiale comprenant des dates en Grande Bretagne avec le groupe Dokken (et UFO lors de leur passage en Allemagne). La setlist de cette tournée inclura 4 à 5 chansons issues de cet album, parmi lesquelles TV Wars, Monsterman, Russian Roulette (Wargames), Heaven is Hell, et plus rarement Stand Tight. Kauffmann se souvient également à propos de la tournée de 86, que cela était la première fois qu'ils utilisaient des samples, notamment pour la chanson Russian Roulette qui utilise un échantillon de son de « tic tac » de montre sur lequel le groupe devait se synchroniser. Le show marquera notamment les mémoires pour la chorégraphie provocatrice durant l'interprétation de la chanson anti-militariste Russian Roulette, où les musiciens habillés en militaires exécutent une marche au pas de l'oie, en jouant de leurs instruments.  La plupart des chansons de cet album seront délaissées ensuite lors des futures tournées (de 1989 à 1996). Ce n'est que depuis les années 2010, comme le souligne Kauffmann (qui a travaillé sur le DVD live d'Accept inclus dans l'album de Blind Rage) que le groupe renoue avec un certain nombre de chansons de cet album, parmi lesquelles TV Wars, Monsterman et Aiming High. 
Au cours de la tournée 86, Baltes, Hoffmann et Gaby Hauke décident de vivre aux États-Unis :

« Je suis parti là-bas, explique Baltes, [...] car la plupart du business se trouve aux USA. Nous passions désormais plus de temps là-bas qu'en Allemagne ! Les tournées US sont plus longues, il y a des tas de studio pour bosser et il faut reconnaître que les gens sont plus cool aux States. C'est incontestablement le pays de la musique et c'est une sorte de paradis pour un musicien. »

## Réception
Ce disque sort à un moment où le groupe est à l'apogée de sa popularité. L'album fut très bien reçu à l'époque, en témoigne la chronique élogieuse de Enfer Magazine en 1986 : 

« Si le barillet est plein, la roulette russe devient un jeu dangereux. Et Accept est devenu un groupe dangereux. Dangereusement bon. [...] Mélange subtilement dosé de pêche ravageuse et d'harmonies convaincantes. [...] Dix morceaux percutants, que les germains vous balancent sur le museau avec talent. Et, en plus, c'est varié : du tempo lourd de TV Wars, on passe au hit single Monster Man. Après le crescendo oppressant de Russian Roulette, [...] on arrive à la pseudo-ballade (allez danser là dessus !) : It's Hard to Find a Way. Et puis pas de descriptif. Écoutez tout parce que tout est bon. Retenez simplement l'aplatissant et complexe Heaven is Hell, le riff purpelien de Man Enough to Cry et le rythme un peu déglingué de Stand Tight. En passant, un mot des guitaristes qui glissent vers un lyrisme tantôt exalté, tantôt désespéré, Wolf Hoffmann a fait des progrès assez extraordinaires. S'il n'est pas encore un génie du manche, il sait quand même lui transmettre les mouvements de son âme et c'est parfois beau à en pleurer. Une grande réussiteǃ »

La rédaction de Hard rock magazine est également enthousiaste à l'époque et le consacre « album du mois d'avril 1986 », J.D Bernard rédige une chronique tout aussi dithyrambique :  

« Mais qu'est-ce qu'ils ont tous à sortir des disques excellents? Je vous le demande. C'est peut-être la période qui veut ça, en tout cas, les gens d'Accept n'ont pas voulu être en reste , ils ont confectionné un de ces sons qui occupent l'espace, qui laissent tous les autres prétendants au titre relégués au rang de « garage band »... cependant ça peut être vexant, à la longue. Je veux dire que, même sans Dieter, les types d'Accept ont suffisamment de classe et de talent pour s'en sortir tout seuls. Alors imaginez un peu ce que donne cette association...de la dynamite, mieux que Metal Heart [...] ce qui n'était pas évident à réaliser. Du coup, on se surprend à jouer ce disque jour et nuit, et à rêver (déjà)au prochain [...] »

Dans une chronique ultérieure, le critique Eduardo Rivadavia se montre beaucoup plus réservé vis-à-vis de l'album. estimant que l'album montre les premiers signes de tensions et de divergences créatives entre Wolf Hoffmann et Udo Dirkschneider. Malgré la présence de titres qu'il estime de très grande qualité comme TV Wars, Monsterman, Aiming High ou Another Second to Be, d'autres titres plus mélodiques comme It's Hard to Find a Way ou Man Enough to Cry lui paraissent plus forcés tandis qu'une chanson comme Heaven is Hell lui donne l'impression de n'être qu'une redite de Balls to the Wall.

## Titres
1. T.V. War – 3:27
2. Monsterman – 3:25
3. Russian Roulette – 5:22
4. It's Hard to Find a Way – 4:19
5. Aiming High – 4:26
6. Heaven Is Hell – 7:12
7. Another Second to Be – 3:19
8. Walking in the Shadow – 4:27
9. Man Enough to Cry – 3:14
10. Stand Tight – 4:05

## Musiciens
- Udo Dirkschneider : chant
- Wolf Hoffmann : guitare
- Jörg Fischer : guitare
- Peter Baltes : guitare basse
- Stefan Kaufmann : percussions

## Charts
Album - Billboard (Amérique du nord)
| Year | Chart             | Position |
| ---- | ----------------- | -------- |
| 1986 | The Billboard 200 | 114      |

### Sources

#### Ouvrages
- Hervé Picart, Jean-Yves Legras et Bertrand Alary, Hard & heavy- Les dieux du rock lourd, Jacques Grancher, 1985, 127 p.
- (en) Garry Sharpe-Young, Metal : The Definitive Guide, Londres, Jawbone Press, 2007, 495 p. (ISBN 978-1-906002-01-5)
- (en) Martin Popoff, Metal Heart : Aiming High with Accept, Powerchord Press, 2016, 260 p. (ISBN 978-0-9918963-9-4)
- (en) Accept et Andreas Kraatz, Accept, Russian Roulette(Tour Book), 1986, 22 p.

#### Périodiques
- Mad Scott, « Accept, le sceptre, pas les spectres », Enfer magazine, no 35,‎ avril 1986, p. 7-14
- Jean-Pierre Sabouret, « Accept, Coup d'état », Hard Rock Magazine, no 20,‎ avril 1986, p. 34-39.
- J.D Bernard, « Chronique de Russian Roulette », Hard Rock Magazine, no 20,‎ avril 1986, p. 47.
- Nelly Saupiquet, « édito », Hard Rock Magazine, no 20,‎ avril 1986, p. 15.
- Xavier Russel, « Chronique de Russian Roulette (Rubrique "Kutz") », Kerrang n°117,, no 20,‎ 3-16 avril (hebdo) 1986, p. 15.
- Gaz Sharpe, « Backs to the Wall - Gambler Gaz Sharpe talks to Accept Bassist Peter Baltes », Metal Forces, no 18,‎ 1986, p. 5-6.
- Hervé Picart, « Roulette Prusse », Best, no 213,‎ avril 1986, p. 77-78.
- Hervé Picart, « L'or du Rhin », Best, no 213,‎ avril 1986, p. 54-58.

#### Radio
- ̆Rich Davenport, "Interview with Chris Von Rohr (Krokus) and Stefan Kaufmann (ex-Accept)", Rich Davenport's Rock Show Lien vers le podcast (la moitié de l'émission se consacre à une rétrospective sur l'enregistrement de Russian Roulette en compagnie de Stefan Kaufmann).